# فنجان سنگی
فنجان سنگی یا جام سنگی (به انگلیسی: Cupstone) که به آن‌ها سنگ سندان، سنگ‌های حفره‌دار و سنگ‌های هسته‌شکن نیز می‌گویند، در میان نام‌های دیگر، دست‌ساخته‌های سنگی با پایه قرص یا بی‌شکلی در میان رایج‌ترین بقایای سنگی فرهنگ بومیان آمریکا، به‌ویژه در غرب میانه ایالات متحده، در بافت‌های باستانی اولیه هستند. فرورفتگی نیمکره به خودی خود عنصر مهمی از هنر پیشاتاریخ است که به عنوان «کوپول» شناخته می‌شود. نشانه‌های جام و حلقه نیز در هلال حاصلخیز و هند و سپس در نواحی مدیترانه، اقیانوس اطلس و آلپ اروپا رایج است که گاهی با سنگ‌نگاره‌های پیچیده یا بناهای تاریخی مگالیتیک همراه است.